# Perfect (пісня Simple Plan)
«Perfect» — четвертий і останній сингл з дебютного студійного альбому No Pads, No Helmets... Just Balls французького-канадського поп-панку гурту Simple Plan. Виданий 26 серпня 2003 року на Atlantic Records. Акустична версія сингла з'явилась у саундтреку до комедії Визнання драматичної королеви-підлітка у якій знімалась Ліндсі Лоан. Пісня також присутня на Karaoke Revolution 2.

## Список пісень
1. «Perfect» — 4:37
2. «Perfect (Acoustic Version)» — 4:30
3. «Happy Together»
4. «Perfect» (Video) — 4:34

## Успіх
Пісня Perfect стала найуспішнійшим синглом гурту Simple Plan. У чарті US Billboard Hot 100 досягла #24 місця 9 грудня 2003 року та досягла вершин у чарті American Top 40. В Австралії пісня досягла шостого місця у місцевому чарті. У Бразилії концертна версія сингла зайняла перше місце у місцевому чарті.

## Чарти

### Тижневів чарти
| Чарт (2004)                      | Найвища позиція |
| -------------------------------- | --------------- |
| Canadian Singles Chart           | 5               |
| Австралійський ARIA Charts       | 6               |
| US Billboard Hot 100             | 24              |
| US Billboard Adult Top 40 Tracks | 24              |
| US Billboard Top 40 Mainstream   | 5               |
| Нова Зеландія RIANZ Chart        | 14              |

### Річні
| Чарти (2004)               | Місце |
| -------------------------- | ----- |
| Австралійський ARIA Charts | 32    |